# Habrotrocha granulata
Habrotrocha granulata är en hjuldjursart som beskrevs av De Koning 1947. Habrotrocha granulata ingår i släktet Habrotrocha och familjen Habrotrochidae. Inga underarter finns listade i Catalogue of Life.